# Messerschmitt Me 163
El Messerschmitt Me 163 Komet  (estel en alemany) va ser un avió propulsat per coet dissenyat per l'alemany Alexander Martin Lippisch durant la Segona Guerra Mundial. Fins ara és l'únic avió de caça propulsat per coet en entrar en servei. Tenia un disseny revolucionari, amb unes prestacions inabastables pels altres avions de la seva època. El pilot de proves de Messerschmitt Rudy Opitz va aconseguir el 1944 arribar a una velocitat de 1.123 km/h amb aquest aparell. Va resultar ser un caça inefectiu degut a la seva limitada autonomia i només van ser fabricats 300 exemplars. En total va ser responsable de l'abatiment d'uns nou avions aliats. El Komet era en realitat un planador que usava el seu revolucionari mitjà de propulsió només durant uns minuts permentent l'enlairament i l'ascens ràpid a gran alçada, per després planar fins a l'aterrament.

## Història disseny i desenvolupament
Va ser el resultat del treball de dos grans enginyers: Gerhard Maas, que el 1926 va començar a treballar en certs problemes de control i estabilitat que presentaven els planadors, i Hellmuth Walter, creador del primer motor coet de carburant líquid dissenyat per a equipar a avions tripulats, el Walter R1-203, estabilitzat a una empenta de 400 kg. Aquest funcionava gràcies a la barreja de dos fluids de molt violenta reacció: el T-Stoff (peròxid d'hidrogen concentrat i estabilitzadors) i el Z-Stoff (solució de permaganat de calci en aigua), altament corrosius i volàtils. Aquesta barreja era realment perillosa i va costar la vida a bastants bons pilots: del pilot Joschi Pols només es van trobar les ulleres i el vestit antiàcid després de tenir un accident en el seu Me-163.
La utilització d'aquests propel·lents va portar a seleccionar el metall per construir-ne el fuselatge. Degut a què el DFS (l'institut de recerca de planadors) on treballaven Maas i el doctor Alexander Lippisch no comptava amb els mitjans per a això, l'elaboració del fuselatge va ser subcontractada a Heinkel. Tot i això, Heinkel no va construir el fuselatge metàl·lic, sinó que es va dedicar a l'avió coet Heinkel He 176. Les decebedores avaluacions del model, realitzades el juny de 1939, van sembrar el desinterès pel tema en els cercles oficials. Però Lippisch estava ja desenganyat abans de les proves de l'He 176, de manera que a principis de 1939 va abandonar el DFS i va anar a veure a W. Messerschmitt. A Augsburg, Willy Messerschmitt es va mostrar en principi molt indiferent, però Lippisch aconseguir que se li autoritzés a traslladar-se a Augsburg amb el seu reduït equip de disseny.
Treballant en el més estricte dels secrets, Lippisch va decidir a finals de 1939 que un dels seus anteriors avions de recerca, el tipus de fusta DFS 194, podia volar amb un motor coet en comptes del de pistó previst. A principis de 1940, l'aparell va ser traslladat a Karlshagen, on es trobaven les instal·lacions d'avaluació de Peenemünde, i on va ser muntat el motor coet R1-203. El 3 de juny de 1940, el pilot de proves era el famós planeadorista Heini Dittmar va dur a terme un satisfactori primer vol, comprovant que l'aparell posseïa unes excel·lents qualitats de pilotatge. Posteriorment aquest avió, dissenyat per a una velocitat de 300 km/h en vol horitzontal, va arribar als gairebé 550 km/h en vol horitzontal i va demostrar uns règims d'ascens qualificables de fantàstics.
Llavors la companyia Walter ja tenia desenvolupat el seu nou motor coet II-203b estabilitzat a un empenyiment de 750 kg. Aquest estava pensant per assistir en l'enlairament d'avions pesants i ja estaven treballant en una unitat encara més potent. Lippisch va rebre instruccions per dissenyar un interceptor de veloç ascens que utilitzés el nou motor. Aquest concepte no es preocupava per la prevista poca autonomia de vol, ja que es tractaria d'un avió de defensa puntual que només s'enlairaria quan els bombarders es trobessin pràcticament en la seva vertical. Se li va assignar la designació Me-163B, ja que la Me 163A es reservava per a una sèrie de sis prototips que havien de portar el motor II-203b modificat en qualitat de planta motriu primària.

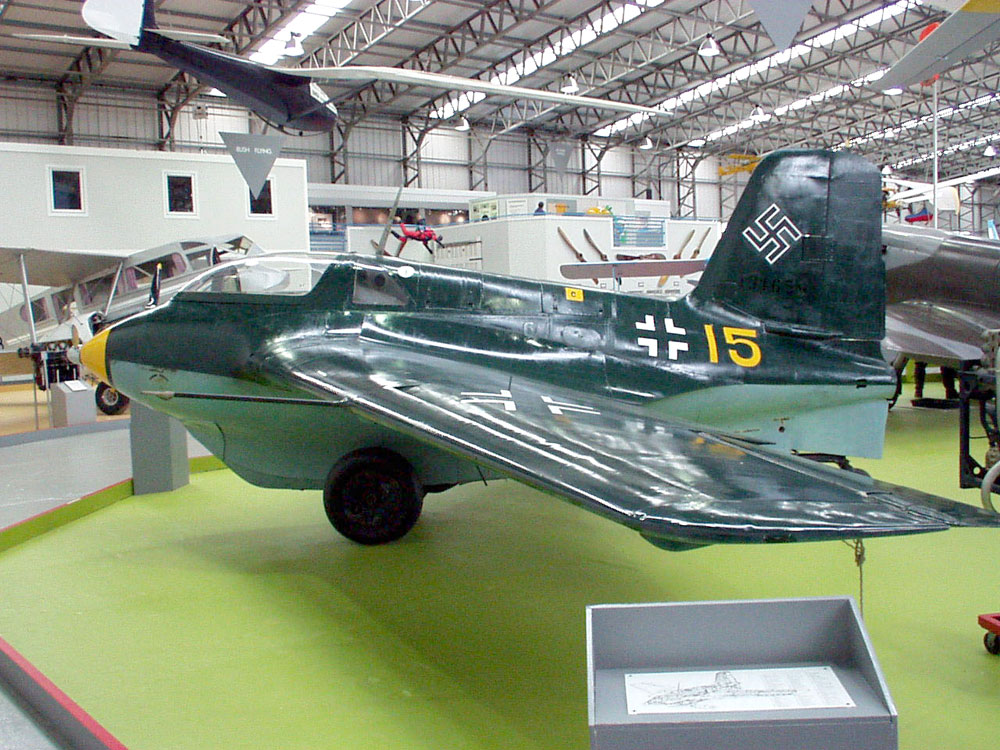
Me 163B-1a en el National Museum of Flight en Escòcia.

El primer Me 163B, amb el codi de factoria KE+SW, va ser completat (a excepció del motor) a Lechfeld el març de 1941 i incorporat al programa de vols d'avaluació com planador, remolcat per un Messerschmitt Bf 110. Dittmar va tornar a embadalir amb el pilotatge de l'aparell, però aquest era tan bon planador que es resistia fins i tot a aterrar, prenent gairebé sempre terra fora dels límits de la pista. En una ocasió, Dittmar va haver de planejar entre dos hangars i fins i tot lliscar per entre totes les edificacions abans que l'aparell perdés la sustentació sobrant.
El primer vol propulsat va tenir lloc a Karlshagen el 13 d'agost de 1941, i encara que no es pretenia amb ell assolir elevades velocitats, Dittmar va saber que els instruments de mesura en terra havien registrat una velocitat horitzontal de 800 km/h, al cap de poc es excedirien els 885 km/h. El 2 d'octubre de 1941, Dittmar va ser remolcat per un Bf 110 fins als 4.000 m, cota a la qual es va desenganxar i va encendre el motor. Però després accelerar l'aparell va perdre sobtadament el control i la proa de l'aparell picar violentament. Era, probablement, la primera vegada que un ésser humà s'aproximava a la velocitat del so, ja que el fenomen que va patir Dittmar (la compressibilitat) s'experimenta a Mach 0,84. Aquesta velocitat (1.004 km/h) superava en 250 km/h el rècord oficial mundial.
Posteriors investigacions van aconsellar l'adopció d'un ala modificada amb llargues ranures fixes de vora d'atac que van posar a l'avió pràcticament fora de perill de les barrines indesitjades, però no van solucionar els seus problemes de pèrdua. Per descomptat, era fins i tot difícil simplificar més al Me 163A, però una de les seves característiques nocives no va poder ser solucionada i va provocar una infinitat de problemes i catastròfics accidents. En teoria, el planador de Lippisch havia d'enlairar-se sense dificultat gràcies a l'ús d'un tren de rodes que es desacoblava i aterrar mitjançant un patí ventral extensible. Però, en realitat, aquest sistema no es mostrà fiable. La comprovada ineficàcia del timó de direcció a baixa velocitat provocava que si l'avió agafava vent poc favorable pogués fins i tot capotar. Qualsevol irregularitat en la pista suposava un enlairament prematur o un aterratge gens suau. Això unit a la pràctica inexistència d'amortiment al patí ventral, arribava a lesionar la columna vertebral del pilot o, si un dels impactes afectava el sistema de propel·lent, podia ocasionar una devastadora i fatal explosió.
Tan imprevisibles resultaven els propel·lents del motor R II-211 que el Z-Stoff va ser substituït pel C-Stoff (una solució d'hidrat d'hidrazina en alcohol metílic). Tot i això, l'avaluació del motor va produir en un parell d'ocasions explosions que van destruir per complet les instal·lacions. No obstant això, els treballs van continuar en els sis prototips Me 163A, els deu aparells de presèrie Me 163A-0 i les 70 versions també de presèrie de l'interceptor Me 163B, al qual es va donar el nom de Komet.

## Més contratemps

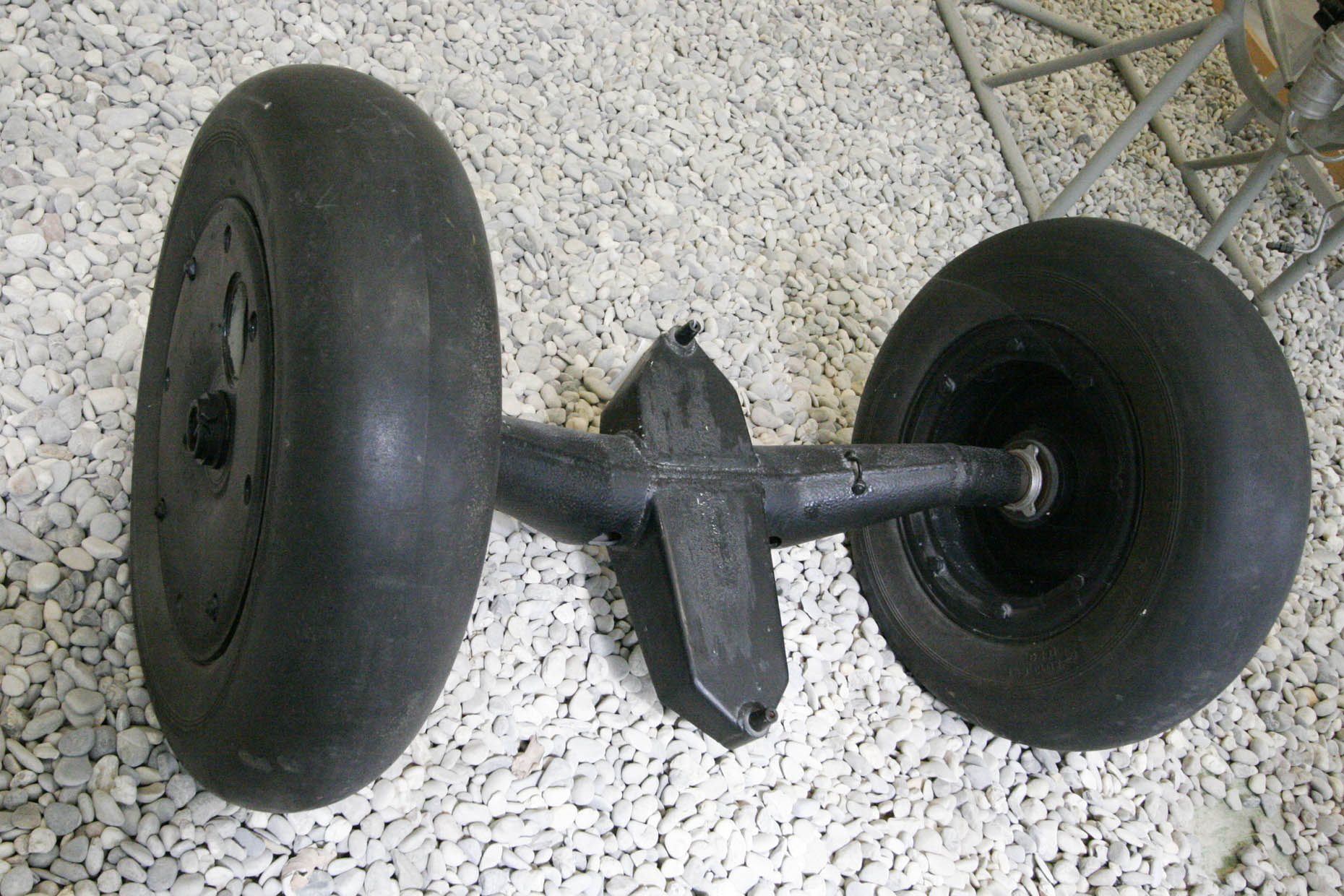
Tren d'enlairament reutilitzable del Komet.

Gradualment s'incorporava més gent al programa. Un oficial de la Luftwaffe, Rudolf Opitz, es va integrar a l'equip de proves pel fet que, en un dels vols, l'aparell pilotat per Dittmar havia perdut sobtadament sustentació a l'aterrar: la tosquedat del patí ventral va suposar per al pilot un parell d'anys d'estada en un hospital, amb la columna vertebral greument danyada. En el seu primer vol en el Me 163A, el mateix Opitz va estar també a la vora del desastre, ja que es va trobar en ple vol sense haver alliberat el tren d'enlairament. Davant aquesta eventualitat, va decidir no llançar-ho i intentar l'aterratge amb ell. Opitz va aconseguir aterrar sense bolcar (el que gairebé sempre acabava en una gran explosió). Opitz efectuar el seu primer vol en un Me 163B des Lechfeld el 26 de juny de 1942, sense propel·lents i remolcat per un Bf 110. Però va haver de passar un any abans que tinguessin lloc els primers vols propulsats amb de Me-163B (el 23 de juny de 1943). Un cop més, Opitz es va veure en dificultats, ja que el tren d'enlairament es va desprendre durant l'acceleració, i la part final del recorregut va tenir lloc sobre el patí ventral. Als pocs segons d'enlairar-se, la cabina es va omplir de gasos de peròxid causa d'un conducte trencat per l'impacte del patí. Opitz estava ja a punt de llançar-se en paracaigudes quan el motor va acabar per consumir completament el peròxid encara existent.

## Producció i dades funcionament
A principis de 1943 es va constituir en Karlshagen un esquadró especial d'avaluació de Me 163B, al comandament del capità Wolfgang Spate, però mentre la unitat es trobava encara en fase de constitució Peenemünde va patir una incursió de la RAF i l'esquadró (Erprobungskommando 16) va ser traslladat a Bad Zwischenahn. Aquestes instal·lacions es van convertir en el principal centre de vol del Komet durant l'any següent. Al desembre de 1943, els Aliats van tenir les primeres constàncies de l'existència del Me 163 gràcies a unes fotografies preses d'aquesta base. En aquells dies, el programa de desenvolupament s'havia tornat a endarrerir, a causa aquesta vegada a una incursió de bombardeig del tipus que el Komet havia interceptar. La factoria Messerschmitt a Ratisbona va resultar greument assolida durant un atac efectuat per bombarders B-17 el 17 d'agost de 1943, en el curs va resultar destruïda la majoria del lot de presèrie. Les instal·lacions de producció de components van haver de ser dispersades per tota Alemanya, sota el control de Klemm Technik, realitzant el muntatge final en un centre secret a la Selva Negra, des d'on els aparells eren transportats per ferrocarril a la base central d'avaluació de Lechfeld.
Aquest ambiciós pla de producció va patir diversos contratemps i el flux principal d'avions no va començar a arribar a Lechfeld fins al febrer de 1944. L'interceptor de sèrie va ser designat Me 163-1A, i tot i que d'alguna manera podia semblar un avió tosc, era en realitat resultat de prolongades experimentacions amb els models precedents. Gairebé res havia pogut fer per evitar el terrible problema de l'explosió dels propel·lents, a conseqüència en gran part de la conservació de l'inadequat tren d'enlairament i del perillós patí d'aterratge.
L'ala era ara menor i més simple que els avions anteriors, la seva estructura era bastant senzilla, amb dos travessers bastant espaiats i revestida de tela. En les seccions exteriors de les vores de fuga alars es trobaven les úniques superfícies de comandament, a més del timó de direcció: grans elevons revestits de tela i d'accionament manual, encarregats del control de capcineig i aleveig.
El motor, que en la variant de producció era designat HWK Typ 509A-1, estava constituït per una única càmera s'alimenta a través de dos llargs conductes provinents del grup de turbobombes, situades just en línia amb el border de fuga alar. Abans de cada vol, la totalitat del sistema de propulsió i propel·lents havia de ser meticulosament lliurat de qualsevol resta d'aquests emprant una generosa quantitat d'aigua. El motor s'encenia mitjançant T-Stoff subministrat des d'un dipòsit separat d'arrencada col·locat a la secció superior posterior del fuselatge, mentre que un motor elèctric posava en funcionament les turbobombes. Els dipòsits estaven pressuritzats i, una vegada que els fluids arribaven a les turbobombes, aquests eren remesos a una considerable pressió i a raó de 8 kg/s: els dos fluids reaccionaven instantàniament en entrar en contacte a la cambra. L'empenta de sortida al nivell del mar era de 1.500 kg, elevant-se a mesura que disminuïa la pressió atmosfèrica fins a arribar als 1.700 kg. a alta cota. El Typ 509A podia baixar fins als 100 kg. d'empenyiment, però es corria el perill que es detingués. El motor i la totalitat de la secció posterior del fuselatge podien desmuntar fàcilment. Encara que podia semblar una mica primitiu comparat amb unitats motrius posteriors, el Typ 509A era un important èxit tècnic que, tot i mesurar 2,13 m, només pesava 100 kg.
La cabina era confortable però no comptava amb cap mena de pressurització, a excepció d'una simple presa d'aire per pressió dinàmica. La coberta estava modelada en plexiglàs, s'obria cap al costat d'estribord i, a les velocitats que arribava l'avió, no resistia l'impacte d'un ocell o qualsevol objecte estrany. Al costat de babord tenia un petit panell de ventilació, i una altra presa d'aire en posició ventral. La presència de blindatges dorsal i frontal no compensava la inexistència d'algun dels recents seients projectables, perquè a elevades velocitats era impossible sortir de la cabina. el morro estava ocupat per la ràdio i equips auxiliars, inclòs un generador accionat per una petita hèlix autorrotativa. L'armament comprenia dos canons (un en cada arrel alar, entre els travessers). La majoria dels primers Komet armats van rebre dos canons automàtics d'alta velocitat Mauser MG 151/20 de 20 mm, però la dotació estàndard de producció va consistir en dos canons automàtics MK 108 de 30 mm, alimentats cadascun per 60 projectils allotjats en unes tremuges situades sobre el dipòsit principal de T-Stoff. Els canons s'armaven mitjançant aire comprimit, que servia també a la majoria de sistemes auxiliars de potència, inclòs el sistema hidràulic de flaps. El problemàtic patí ventral es retreia hidràulicament després de l'enlairament, juntament amb el patí de cua, de tipus orientable. En retreure el patí s'alliberava automàticament el tren d'enlairament, tot i que aquest tenia tendència a colpejar el fuselatge o a quedar-se enganxat en el patí. Si no es desprenia, no estava previst que s'intentés aterrar amb les rodes: de fet, l'única vegada que això es va aconseguir amb èxit va ser en el ja esmentat cas d'Opitz. Una vegada que la famosa Hanna Reitsch va optar per fer-ho va anar a parar en un hospital.

## Massa perillós
Els relats sobre les qualitats del Komet, en què es posa especial èmfasi en la seva velocitat i pesant armament, solen fer poca menció (quan no cap) als perills que la seva operació comportava i a les greus deficiències que patia. Gràcies a l'experiència recollida amb els Me 163B, la Luftwaffe va arribar a extremar les mesures de seguretat en l'ocupació del Komet. Els pilots i el personal de terra vestien vestits especials d'asbest no orgànic i Mipolamfibre, però, quan un pilot no aconseguia abandonar a temps un avió que hagués bolcat a l'aterrar (situació una mica freqüent), l'alliberament dels propel·lents solia implicar-li la més atroç de les agonies.
Els primers pilots seleccionats per tripular el Komet complien una primera fase d'habituació a bord d'un planador Habicht amb les ales retallades, passaven a vols planejats al Me 163A, més tard a volar el tipus anterior però llastat amb aigua, posteriorment utilitzaven els Me 163A motoritzats i finalment eren convertits al Me 163B. Els Komet de sèrie van començar a ser acceptats per la Luftwaffe al maig de 1944. Si es compleixen els plans esbossats per Spate, els Komet haguessin operat des d'un dens cercle de bases distanciades entre si uns 100 km, de manera que els aparells trobessin sempre on aterrar, i disposades de manera que cobrissin les rutes d'aproximació de les incursions enemigues. però això va quedar en paper mullat. La primera base de l'Me 163 va ser Brandis, prop de Leipzig, triada per protegir la que era la major concentració de refineries petrolíferes a Alemanya.

## En combat
La unitat creada amb el nou avió va ser el I/JG 400, manat pel tinent coronel Robert Olejnik i constituït a partir del Erprobungskommando 16 en maig de 1944 a Zwischenahn; aquesta unitat va rebre els seus aparells a Brandis a finals de juliol d'aquest any. Abans d'això, alguns pilots havien intentat alguna intercepció però aquesta solia frustrar per motius tècnics: en una ocasió el motor d'un Komet es va aturar a causa d'una  g  negativa quan el pilot estava a punt d'obrir foc sobre dues confiats Republic P-47 Thunderbolt. El primer combat va tenir lloc el 28 de juliol de 1944, en què sis Komet enlairar contra una formació de 596 quadrimotors B-17 que es dirigien a les refineries de Leuna-Merseburg. Els Me 163 no van aconseguir un sol enderroc, degut principalment als seus excessives velocitats d'aproximació, però alguns d'ells es van perdre durant el fatídic aterratge.
El principal combat va tenir lloc el 16 d'agost de 1944, quan cinc Komet van sortir a la trobada de 196 bombarders de la USAAF. El primer Me 163 que es va apropar a un B-17 va ser abatut per l'artiller de cua d'aquest. Un altre Komet va aconseguir abatre un B-17 del 305º Group de Bombardeig, però va ser al seu torn abatut pel tinent coronel John Murphy, pilot d'un P-51 Mustang. El 24 d'agost, Siegfried Schubert va abatre dos B-17 i dos Komet van destruir a dos altres bombarders. Aquest èxit no es repetiria, i entre les víctimes d'operacions posteriors va figurar el mateix Schubert, que va acabar convertit en una bola de foc en el curs d'un enlairament en què no es va desprendre el pèssim tren de rodes. De la somiada flota de Komets no va quedar res. Per resoldre la ineficàcia dels visors de tir en el curs de les fulgurants passades entre les formacions de bombarders, es va idear el sistema SG 500 Jagdfaust. Aquest consistia en deu canons curts verticals de 50 mm, muntats en les arrels alars. Aquesta arma es disparava automàticament quan una cèl·lula fotoelèctrica rebia menor quantitat de llum en passar l'avió portador per sota de l'objectiu. Aquest sistema va arribar a ser provat el 10 d'abril de 1945, i va funcionar bé, però era ja massa tard per tenir cap rellevància en el conflicte.

## Conclusions finals
El seu armament era molt potent: els canons Rheinmetall MK 108 de calibre 30 mm disparaven uns projectils capaços de destruir un caça d'un sol impacte i causar greus danys a un bombarder i fins i tot abatre'l amb 3 o 4 impactes. Tot i això la cadència de tir d'aquests canons era molt baixa, com també era escassa la seva munició, ja que disposaven tot just de 60 projectils per arma. Quan l'Me-163 entrava en combat contra els bombarders superava en gairebé 400 km/h la velocitat d'aquests. Això els deixava tan sols amb temps per disparar una petita ràfega, a més només podien realitzar poques passades degut a la seva escassa autonomia de tan sols uns 5-6 minuts.
Llavors, un cop acabat el combustible, es convertia en un planador i en un blanc molt fàcil per als nombrosos caces que escortaven els raids de bombardeig.
Però hi havia altres problemes en aquesta fase de la guerra que van ser decisius per al Komet: la manca de combustible, les dificultats en la producció en sèrie i, sobretot, la manca de temps per posar a punt l'avió i un millor entrenament dels pilots. A causa tot això a la imperiosa necessitat de desplegar els Komet com més aviat i intentar defensar-se dels nombrosos bombardejos aliats.
La guerra va acabar abans que aquest extraordinari avió pogués afectar el curs de la guerra, encara que certs experts opinen que, si s'hagués posat en servei un any abans, podria haver canviat dràsticament el resultat de la batalla aèria al cel alemany. Altres experts, però, consideren que el Komet va ser una de les jugades més desafortunades de la indústria aeronàutica alemanya durant la II Guerra Mundial. En efecte, el "velocíssim" Komet, en el desenvolupament es van dilapidar esforços necessaris per a propostes més convencionals, resultava més perillós per als seus propis pilots que per a l'enemic.

## Especificacions (Me 163B-1a)

Messerschmitt Me 163B

Característiques generals
- Tripulació: 1
- Longitud: 5,98 m
- Envergadura: 9,33 m
- Alçada: 2,75 m
- Superfície de l'ala 18,5 m²
- Pes buit: 1.905 kg
- Pes carregat: 3.950 kg
- Pes màxim d'enlairament: 4.310 kg
- Motor: 1× motor coet de combustible líquid Walter HWK 109-509A-2 , 17 kN

 Rendiment 
- Velocitat màxima: 959 km/h
- Abast: 40 km
- Sostre de servei: 12.100 m
- Ràtio d'ascens: 50 m/s a 1.000 m; 160 m/s a 12.000 m.[3]
- Càrrega alar: 213 kg/m²
- Impuls/pes: 0.42

Armament

- Metralladores: 2 canons automàtics Rheinmetall Borsig MK 108 cannon de calibre 30 mm i 60 cartutxos per arma.